# Hippotragus niger
El antílope sable o negro (Hippotragus niger) es una especie de mamífero artiodáctilo de la familia Bovidae. El nombre del género significa "caballo macho cabrío", y es debido a la similitud que existe entre los antílopes de este género con los caballos, y al mismo tiempo con los caprinos por la forma de los cuernos, largas orejas caídas a ambos lados de la cara, y su resistencia. Los otros miembros de esta subfamilia son el adax y los orix.

## Descripción
Se trata de antílopes de gran tamaño, patas largas, cuellos gruesos cubiertos de crin, orejas largas y móviles, formas redondeadas y una característica máscara facial negra sobre fondo blanco que está presente en todos los miembros de la familia. No obstante, al contrario que el resto, los sables son de hábitos arbustivos y prefieren el cobijo de la vegetación a los hábitos desérticos de los orix y el adax. Alcanza una longitud cabeza-cuerpo de hasta 2,45 m y su cola mide entre 40 y 50 cm. Además, su altura en la cruz oscila entre los 1,30 y 1,50 cm y llega a pesar de 200 a 240 kg. Es capaz de correr a velocidades de hasta 57 kilómetros por hora en una persecución.
Tiene un periodo de gestación de aproximadamente 9 meses y esta gesta solo produce una cría.
Al igual que el resto de los miembros de su familia, son antílopes fuertes y resistentes, con poderosos cuernos y gran temperamento que luchan con bravura contra sus depredadores; esto queda patente en la forma que tiene de usar su cornamenta en cada caso, pues mientras que en las luchas sociales entre machos por posesión de las hembras o jerárquicas, ambos contendientes cargan el uno contra el otro de rodillas, mientras que al defenderse de sus atacantes, embisten apuntando con su cornamenta. Pese a sus formidables armas, al contrario que en el caso de los orix, los recentales no nacen ya provistos de cuerna. 
Es similar al antílope ruano (Hippotragus equinus), pero los machos adultos son de un color negro profundo, salvo por las marcas blancas de la cara y vientre, y sus cuernos son realmente largos superando el metro de longitud, aunque también se encuentran curvados hacia atrás, lo que le da nombre a la especie. Por el contrario las hembras y los jóvenes de la especie son de un tono rojizo. Esta especie se encuentra amenazada por la caza abusiva y por los conflictos de los países en donde habita.
|  | Blesbok (Damaliscus pygargus phillipsi) |
|  |                                         |
|  | Bontebok (Damaliscus pygargus pygargus) |
|  |                                         |

|  | Hippotragus leucophaeus (Hippotragus leucophaeus)                                                                |
|  | |
|  | \| \| Hippotragus equinus (Hippotragus equinus) \| \| \| \| \| \| Antilope Sable (Hippotragus niger) \| \| \| \| |
|  | |
|  | Hippotragus equinus (Hippotragus equinus)                                                                        |
|  | |
|  | Antilope Sable (Hippotragus niger)                                                                               |
|  | |

|  | Hippotragus equinus (Hippotragus equinus) |
|  |                                           |
|  | Antilope Sable (Hippotragus niger)        |
|  |                                           |

|  | Blesbok (Damaliscus pygargus phillipsi) |
|  |                                         |
|  | Bontebok (Damaliscus pygargus pygargus) |
|  |                                         |

|  | Hippotragus leucophaeus (Hippotragus leucophaeus)                                                                |
|  | |
|  | \| \| Hippotragus equinus (Hippotragus equinus) \| \| \| \| \| \| Antilope Sable (Hippotragus niger) \| \| \| \| |
|  | |
|  | Hippotragus equinus (Hippotragus equinus)                                                                        |
|  | |
|  | Antilope Sable (Hippotragus niger)                                                                               |
|  | |

|  | Hippotragus equinus (Hippotragus equinus) |
|  |                                           |
|  | Antilope Sable (Hippotragus niger)        |
|  |                                           |

## Subespecies
Se reconocen las siguientes subespecies:
- Hippotragus niger anselli: El Antílope sable de Ansell se cree que es posiblemente parte de las subespecies del antílope sable, ya que solo se la reconoce ocasionalmente. Se cree que se extienden desde el este de Zambia hasta Malawi.[5]
- Hippotragus niger kirkii: El Antílope sable Zambiano o sable Tanzano del oeste (también conocido como el sable zambiano del oeste) se encuentra en Angola central, el oeste de Zambia y Malawi, y tiene la mayor extensión geográfica de todas las subespecies, que va desde el norte del río Zambezi a través de Zambia, la República Democrática del Congo este, y Malawi hasta el suroeste de Tanzania. Está clasificado como vulnerable.[6]
- Hippotragus niger niger: El Antílope sable sureño, sable común, o sable negro (También conocido como el sable de Matsetsi o el Sable Zambiano sureño) es la subespecie más típica de todas, siendo por primera vez identificada en 1838. Su nombre de 'Sable negro' origina del hecho de que tiende a ser la subespecie con el pelaje más oscuro. habita el sur del río Zambezi, particularmente en el norte de Botsuana y en grandes cantidades en el valle de Matsesi en Zimbabue, más también se encuentra en Sudáfrica. En Sudáfrica la mayor parte de los granjeros comerciales de sable cruzaron a sus antílopes sable Matsetsi (originarios de Sudáfrica) con antílopes sable Zambianos con la esperanza de moverse más cerca de los casi extintos sables gigantes (véase Hippotragus niger variani). Actualmente, se cree que solo un 15% de sables Matsetsi puros existen en Sudáfrica. La población del sable Matsetsi tan solo es de 450 (originalmente 24.000 en 1994). La población en Sudáfrica es de unos 7000 (comerciales y en reservas). Así que, el sable Matsetsi tiene un número de población aparentemente menor a 1500 y en declive. Sin embargo, la mayoría de los sables en las reservas son sables Matsetsi puros. Los Anglo-Americanos recientemente empezaron un programa de reproducción de Sables Matsetsi puros con propósitos comerciales y para mantenerlos puros..[7]
- Hippotragus niger roosevelti: El Antilope sable del este o sable de Shimba es la más pequeña de las subespecies. Se halla en las zonas de influencia costal del sur de Kenia, particularmente en las reserva nacional de las colinas de Shimba, y se extiende a través de la región al este de la escarpadura este de Tanzania y dentro del norte de Mozambique.[6]
- Hippotragus niger variani: El Antílope sable gigante. Es la más amenazada de las subespecies. Símbolo y animal emblemático de Angola. Se llama de tal forma debido a que la cornamenta presente en ambos sexos es de mayor longitud, comparado con las otras variaciones de antílope de sable. Se encuentra solo en algunas localidades restantes de Angola central.